# Ворик (Квебек)
Ворик (фр. Warwick) је град у Канади у покрајини Квебек. Према резултатима пописа 2011. у граду је живело 4.766 становника.

## Становништво
Према резултатима пописа становништва из 2011. у граду је живело 4.766 становника, што је за 0,8% мање у односу на попис из 2006. када је регистровано 4.804 житеља.
| 2006. | 2011. |
| ----- | ----- |
| 4.804 | 4.766 |